# 녹스빌 아이스 베어스
| 녹스빌 아이스 베어스 |                                    |
| 설립연도             | 2002년 2004년(SPHL 가입)           |
| 해체연도             |                                    |
| 역사                 | 녹스빌 아이스 베어스 (2002년~현재) |
| 경기장               | 녹스빌 시빅 콜리시엄               |
| 연고지               | 테네시주 녹스빌                    |
| 상징색               | 검정, 보라, 오렌지                 |
| 구단주               | 마이크 머리                        |
| 단장                 | 마이크 머리                        |
| 감독                 | 마이크 크레이건                    |
| 정규시즌 우승        | 4 (2005, 2006, 2008, 2009)         |
| 플레이오프 우승      | 4 (2006, 2008, 2009, 2015)         |
| 영구 결번            |                                    |

녹스빌 아이스 베어스(Knoxville Ice Bears)는 미국 테네시주 녹스빌을 연고지로 하는 SPHL 소속 아이스 하키팀이다.

## 역대 홈경기장
| 경기장               | 사용기간    | 수용인원 | 장소            | 비고 |
| -------------------- | ----------- | -------- | --------------- | ---- |
| 녹스빌 아이스 베어스 |             |          |                 |      |
| 녹스빌 시빅 콜리시엄 | 2002년~현재 | 5,937명  | 테네시주 녹스빌 | 빈칸 |